# Ladánybene
Ladánybene es un pueblo ubicado en el distrito de Kecskemét, en el condado de Bács-Kiskun, Hungría.

## Superficie
Posee una superficie de 40,74 kilómetros cuadrados.

## Demografía
Hasta 2019 la población era de 1603 habitantes, con una densidad de población de 39,35 habitantes por kilómetro cuadrado.